# Odette De Wynter
Odette De Wynter est la première femme notaire de Belgique.

## Biographie
Odette De Wynter est née le 18 juillet 1927 et morte le 14 septembre 1998 à Bruxelles. Elle est la fille unique de la féministe Odette Prayé et du notaire Jean De Wynter.
Odette De Wynter fera des études de notariat à l’Université Libre de Bruxelles et obtiendra son diplôme en 1950.
Avant elle, seules 4 femmes étaient licenciées en notariat en Belgique. En effet, ce n’est qu’en 1950 que l’on autorise aux femmes belges à devenir notaires. Le 20 juin 1955, Odette De Wynter est nommée par arrêté royal à Auderghem.
La réaction de ses confrères est très critique face à l’arrivée des femmes dans la profession. La clientèle est également méfiante envers ces nouvelles notaires.
Odette De Wynter fut également administratrice-fondatrice de l’Institut de recherches et d’études notariales européen (IRENE).
Quant à son engagement féministe, Odette De Wynter a été la vice-présidente de "Solidarité, Groupement Social Féminin" et de "Solidarité familiale", service créé par sa mère afin d’aider les familles et les seniors.
Odette De Wynter adopte une posture abolitionniste. Elle rejoint le bureau de la Ligue abolitionniste belge qui souhaite l'interdiction de la prostitution. Cette ligue est notamment soutenue par les féministes Marcelle Renson ou Adèle Hauwel.